# Enzo Traverso
Pour les articles homonymes, voir Traverso.
Enzo Traverso, né le 14 octobre 1957 à Gavi, dans la province d'Alexandrie, au Piémont, est un historien italien, actuellement professeur à l'université Cornell aux États-Unis.

## Biographie
Il naît en 1957 à Gavi. Il grandit dans une « famille catho-communiste » selon ses propres termes.
Après avoir étudié l’histoire contemporaine à l’université de Gênes, Enzo Traverso s’installe à Paris, en 1985, où il obtient son doctorat à l’EHESS, en 1989, ayant réalisé une thèse sur les marxistes et la question juive, sous la direction de Michael Löwy. Il travaille pour l’Institut international pour la recherche et la formation entre 1989 et 1991, puis à la BDIC de Nanterre jusqu’en 1995, lorsqu’il est recruté par l’université de Picardie comme maître de conférences. Il est professeur de science politique depuis 2009. Il a aussi enseigné comme chargé de cours à l’université Paris-VIII (1993-1995) et à l’EHESS (1995-1997). Il a été professeur invité dans plusieurs universités en Allemagne (université libre de Berlin), Belgique (université libre de Bruxelles), Italie (université de Macerata, université de Venise), Espagne (université de Valence, université autonome de Barcelone), Argentine (université nationale de La Plata) et Mexique (UNAM, INAH, université Claustro). Il a participé à des colloques et donné des conférences dans plusieurs pays européens et latino-américains, ainsi qu’aux États-Unis et au Canada.
Il est ou a été membre du comité de rédaction et du conseil scientifique de plusieurs revues françaises et étrangères, parmi lesquelles La Quinzaine littéraire (1993-2000), Lignes (2002—), Illusio (2004-), Contretemps (2001-2007). Il a été membre du collectif éditorial de La Fabrique (1998-2008).
Ses recherches portent sur l'histoire politique et intellectuelle du XXe siècle, ainsi que sur l'histoire sociale et culturelle des violences du monde contemporain.
Enzo Traverso fut membre de la Ligue communiste révolutionnaire (LCR) (jusqu'à la disparition de ce mouvement en 2009) et contribuait à ce titre aux publications Rouge et Critique communiste. Il a aussi été membre du Comité de vigilance face aux usages publics de l'histoire.

## Travaux
Il est spécialiste de la philosophie juive allemande, des totalitarismes, du nazisme, de l'antisémitisme et des deux guerres mondiales.
Siegfried Kracauer, auquel il a consacré un essai en 1996, et Walter Benjamin, figurent parmi ses références privilégiées.
Enzo Traverso analyse les parallèles entre nazisme et stalinisme. Il est attentif aux cycles historiques : Europe entre 1914 et 1945, Révolution française et époque napoléonienne, guerre de Trente Ans. Ses réflexions portent sur la culture de la guerre, le carnavalesque des conflits, la violence faite aux populations.
Dans son ouvrage La fin de la modernité juive : Histoire d'un tournant conservateur, publié en 2013, il avance que l’antisémitisme traditionnel aurait disparu en Occident pour laisser place à l’islamophobie. L'hostilité contre les Juifs-Israéliens serait causée par un phénomène qualitativement différent.

## Publications

### En français
- Les marxistes et la question juive. Histoire d’un débat 1843-1943, préface de Pierre Vidal-Naquet, Paris, PEC-La Brèche, 1990 ; rééd. Paris, Kimé, 1997 (trad. anglaise, allemande, italienne, espagnole, japonaise, turque)[10].
- Les Juifs et l’Allemagne. De la « symbiose judéo-allemande » à la mémoire d’Auschwitz, Paris, La Découverte, 1992 (trad. allemande, anglaise, japonaise, italienne, espagnole).
- Siegfried Kracauer. Itinéraire d’un intellectuel nomade, Paris, La Découverte, 1994 ; rééd. 2006 (trad. espagnole).
- Pour une critique de la barbarie moderne. Écrits sur l’histoire des Juifs et de l’antisémitisme, Lausanne, Éditions Page 2 (collection «Cahiers libres»), 1997 (trad. anglaise et allemande).
- L’Histoire déchirée. Essai sur Auschwitz et les intellectuels, Paris, Éditions du Cerf, 1997 (trad. allemande, italienne, japonaise, espagnole, tchèque).
- La violence nazie. Une généalogie européenne, Paris, La Fabrique, 2002 (trad. anglaise, allemande, italienne, espagnole, néerlandaise).
- La pensée dispersée. Figures de l’exil judéo-allemand, Paris, Éditions Leo Scheer, 2004 (trad. italienne et espagnole).
- Le passé, modes d’emploi. Histoire, mémoire, politique, Paris, La Fabrique, 2005 (trad. allemande, espagnole, catalane, italienne, turque).
- À feu et à sang. De la guerre civile européenne 1914-1945, Paris, Éditions Stock, 2007 ; rééd. sous le titre 1914-1945. La guerre civile européenne, Paris, Hachette-Pluriel, 2009 (trad. italienne, allemande, espagnole, turc).
- L’histoire comme champ de bataille. Interpréter les violences du XXe siècle, Paris, La Découverte, 2010 ; rééd. coll. Poche, 2012.
- Conversation avec Régis Meyran, Où sont passés les intellectuels ?, Paris, Textuel, 2013[11].
- La fin de la modernité juive  Histoire d'un tournant conservateur, Paris, La Découverte, 2013.
- Mélancolie de gauche : La force d’une tradition cachée (XIXe – XXIe siècle), Paris, La Découverte, 2016, 300 p. (ISBN 978-2707190123)[12].
- Conversation avec Régis Meyran, Les nouveaux visages du fascisme, Paris, Textuel, 2017, 157 p. (ISBN 978-2845975712)[13].
- La Pensée dispersée. Figures de l’exil juif, Paris, Éditions Lignes, 2019, 272 p. (Nouvelle édition augmentée de l’ouvrage paru en 2004).
- Passés singuliers. Le "Je" dans l'écriture de l'histoire, Montréal, Lux Éditeur, 2020.
- Révolution : une histoire culturelle, Paris, La Découverte, 2022  (ISBN 2348069733).
- Gaza devant l'histoire, Montréal, Lux, 2024  (ISBN 978-2-89833-185-5).

Direction d’ouvrages collectifs
- Le totalitarisme. Le XXe siècle en débat, (éd. Enzo Traverso), Paris, Seuil, 2001, 928 p. (l’introduction est parue en forme d’ouvrage en italien et en espagnol).
- Storia della Shoah. La crisi dell’Europa, lo sterminio degli ebrei e la mémoria del XX secolo, (édité en collaboration avec Marina Cattaruzza, Marcello Flores, Simon Levis Sullam), Torino, UTET, 2005-2006, 2 vol.
- Storia della Shoah in Italia (édité en collaboration avec Marcello Flores, Simon Levis-Sullam et Marie-Anne Matard-Bonucci), Torino, UTET, 2010, 2 vol.

### Traductions en anglais
- The Marxists and the Jewish question. The history of a Debate (1843-1943), Humanities Press, New Jersey, 1994, traduit par Bernard Gibbons,  (ISBN 0-391-03806-0)
- The Jews & Germany: From the "Judeo-German Symbiosis" to the Memory of Auschwitz, U. of Nebraska Press, Lincoln, 1995, traduit par Daniel Weissbort.
- Understanding the Nazi Genocide: Marxism after Auschwitz, Pluto Press, Londres, 1999, traduit par Peter Drucker.
- The Origins of Nazi Violence, New Press, 2003, traduit par Janet Lloyd.
- The End of Jewish Modernity, Pluto Press, Londres, 2016, traduit par David Fernbach.
- Fire and Blood: The European Civil War, 1914–1945, Verso, 2016[14]
- Left-Wing Melancholia: Marxism, History, and Memory (New Directions in Critical Theory), Columbia University Press; 2nd Revised ed., 2017,  (ISBN 978-0231179423)[15],[16].
- The Jewish Question: History of a Marxist Debate, Brill, Leyde, 2018

## Articles
- Marx, l’histoire et les historiens : Une relation à réinventer, Actuel Marx, 2011/2, no 50, p. 153-163.
- De l'anticommunisme : l'histoire du XXe siècle relue par Nolte, Furet et Courtois, sur Cairn.info, 27 p. [PDF]
- Adorno et Benjamin une correspondance à minuit dans le siecle, Lignes, 2003/2 (n° 11), p. 39-75. https://www.cairn.info/revue-lignes1-2003-2-page-39.htm